# Campeonato Alagoano
El Campeonato Alagoano es el campeonato de fútbol estadual del estado de Alagoas, en el Nordeste de Brasil, el torneo es organizado por la Federação Alagoana de Futebol.

## Equipos participantes 2025
| - ASA (Arapiraca) - Coruripe (Coruripe) - CRB (Maceió) - CSA (Maceió) | - CSE (Palmeira dos Índios) - Igaci (Igaci) - Murici (Murici) - Penedense (Penedo) |

## Campeones
| Temporada | Campeón              | Subcampeón           |
| --------- | -------------------- | -------------------- |
| 1927      | CRB                  | CSA                  |
| 1928      | CSA                  | CRB                  |
| 1929      | CSA                  | Vera Cruz            |
| 1930      | CRB                  | CSA                  |
| 1931      | torneo no disputado  | torneo no disputado  |
| 1932      | torneo no disputado  | torneo no disputado  |
| 1933      | CSA                  | Nordeste             |
| 1934      | torneo no disputado  | torneo no disputado  |
| 1935      | CSA                  | CRB                  |
| 1936      | CSA                  | Nordeste             |
| 1937      | CRB                  | Nordeste             |
| 1938      | CRB                  | CSA                  |
| 1939      | CRB                  | CSA                  |
| 1940      | CRB                  | CSA                  |
| 1941      | CSA                  | CRB                  |
| 1942      | CSA                  | CRB                  |
| 1943      | torneo no disputado  | torneo no disputado  |
| 1944      | CSA                  | CRB                  |
| 1945      | Santa Cruz           | América              |
| 1946      | Barroso              | CRB                  |
| 1947      | Alexandria           | Barroso              |
| 1948      | Santa Cruz           | CRB                  |
| 1949      | CSA                  | CRB                  |
| 1950      | CRB                  | Barroso              |
| 1951      | CRB                  | Ferroviário          |
| 1952      | CSA                  | Ferroviário          |
| 1953      | ASA Arapiraquense    | Ferroviário          |
| 1954      | Ferroviário          | 29 de Setembro       |
| 1955      | CSA                  | Ferroviário          |
| 1956      | CSA                  | Ferroviário          |
| 1957      | CSA                  | ASA Arapiraquense    |
| 1958      | CSA                  | CRB                  |
| 1959      | Capelense            | CRB                  |
| 1960      | CSA                  | Capelense            |
| 1961      | CRB                  | Capelense            |
| 1962      | Capelense            | Estivadores          |
| 1963      | CSA                  | CRB                  |
| 1964      | CRB                  | CSA                  |
| 1965      | CSA                  | Capelense            |
| 1966      | CSA                  | Penedense            |
| 1967      | CSA                  | ASA Arapiraquense    |
| 1968      | CSA                  | CRB                  |
| 1969      | CRB                  | CSA                  |
| 1970      | CRB                  | ASA Arapiraquense    |
| 1971      | CSA                  | CRB                  |
| 1972      | CRB                  | CSA                  |
| 1973      | CRB                  | CSA                  |
| 1974      | CSA                  | CRB                  |
| 1975      | CSA                  | CRB                  |
| 1976      | CRB                  | CSA                  |
| 1977      | CRB                  | CSE                  |
| 1978      | CRB                  | CSA                  |
| 1979      | CRB                  | ASA Arapiraquense    |
| 1980      | CSA                  | CRB                  |
| 1981      | CSA                  | CRB                  |
| 1982      | CSA                  | CRB                  |
| 1983      | CRB                  | CSA                  |
| 1984      | CSA                  | CRB                  |
| 1985      | CSA                  | CRB                  |
| 1986      | CRB                  | CSA                  |
| 1987      | CRB                  | CSE                  |
| 1988      | CSA                  | São Domingos         |
| 1989      | Capelense            | CSA                  |
| 1990      | CSA                  | Comercial            |
| 1991      | CSA                  | ASA Arapiraquense    |
| 1992      | CRB                  | Ipanema              |
| 1993      | CRB                  | CSA                  |
| 1994      | CSA                  | CRB                  |
| 1995      | CRB                  | CSA                  |
| 1996      | CSA                  | CRB                  |
| 1997      | CSA                  | CRB                  |
| 1998      | CSA                  | CRB                  |
| 1999      | CSA                  | Miguelense           |
| 2000      | ASA Arapiraquense    | CSA                  |
| 2001      | ASA Arapiraquense    | CSA                  |
| 2002      | CRB                  | CSA                  |
| 2003      | ASA Arapiraquense    | CRB                  |
| 2004      | Corinthians Alagoano | Coruripe             |
| 2005      | ASA Arapiraquense    | Coruripe             |
| 2006      | Coruripe             | CSA                  |
| 2007      | Coruripe             | Corinthians Alagoano |
| 2008      | CSA                  | ASA Arapiraquense    |
| 2009      | ASA Arapiraquense    | Corinthians Alagoano |
| 2010      | Murici               | ASA Arapiraquense    |
| 2011      | ASA Arapiraquense    | Coruripe             |
| 2012      | CRB                  | ASA Arapiraquense    |
| 2013      | CRB                  | CSA                  |
| 2014      | Coruripe             | CRB                  |
| 2015      | CRB                  | Coruripe             |
| 2016      | CRB                  | CSA                  |
| 2017      | CRB                  | CSA                  |
| 2018      | CSA                  | CRB                  |
| 2019      | CSA                  | CRB                  |
| 2020      | CRB                  | CSA                  |
| 2021      | CSA                  | CRB                  |
| 2022      | CRB                  | ASA Arapiraquense    |
| 2023      | CRB                  | ASA Arapiraquense    |
| 2024      | CRB                  | ASA Arapiraquense    |
| 2025      | CRB                  | ASA Arapiraquense    |

## Títulos por club
| Club                           | Ciudad                | Campeón | Subcampeón | Años campeón |
| ------------------------------ | --------------------- | ------- | ---------- | --- |
| Centro Sportivo Alagoano - CSA | Maceió                | 40      | 24         | 1928, 1929, 1933, 1935, 1936, 1941, 1942, 1944, 1949, 1952, 1955, 1956, 1957, 1958, 1960, 1963, 1965, 1966, 1967, 1968, 1971, 1974, 1975, 1980, 1981, 1982, 1984, 1985, 1988, 1990, 1991, 1994, 1996, 1997, 1998, 1999, 2008, 2018, 2019, 2021 |
| Clube de Regatas Brasil - CRB  | Maceió                | 35      | 28         | 1927, 1930, 1937, 1938, 1939, 1940, 1950, 1951, 1961, 1964, 1969, 1970, 1972, 1973, 1976, 1977, 1978, 1979, 1983, 1986, 1987, 1992, 1993, 1995, 2002, 2012, 2013, 2015, 2016, 2017, 2020, 2022, 2023, 2024, 2025                               |
| ASA Arapiraquense              | Arapiraca             | 7       | 12         | 1953, 2000, 2001, 2003, 2005, 2009, 2011 |
| Coruripe                       | Coruripe              | 3       | 4          | 2006, 2007, 2014 |
| Capelense                      | Capela                | 3       | 3          | 1959, 1962, 1989 |
| Santa Cruz-AL                  | Maceió                | 2       | -          | 1945, 1948 |
| Ferroviário-AL                 | Maceió                | 1       | 5          | 1954 |
| Corinthians Alagoano           | Maceió                | 1       | 2          | 2004 |
| Barroso                        | Maceió                | 1       | 2          | 1946 |
| Alexandria                     | Maceió                | 1       | -          | 1947 |
| Murici                         | Murici                | 1       | -          | 2010 |
| Nordeste                       | Maceió                | -       | 3          | --- |
| CSE                            | Palmeira dos Índios   | -       | 2          | ----- |
| Vera Cruz                      | Maceió                | -       | 1          | ----- |
| América-AL                     | Maceió                | -       | 1          | ----- |
| 29 de Setembro                 | São Miguel dos Campos | -       | 1          | ___ |
| Estivadores                    | Maceió                | -       | 1          | ----- |
| Penedense                      | Penedo                | -       | 1          | ----- |
| São Domingos                   | Maceió                | -       | 1          | ----- |
| Comercial-AL                   | Viçosa                | -       | 1          | ___ |
| Ipanema                        | Santana do Ipanema    | -       | 1          | ----- |
| Miguelense                     | São Miguel dos Campos | -       | 1          | ----- |
| Associação Militar             | Maceió                | -       | 1          | ----- |